# Peter Persidis
Peter Persidis (* 8. März 1947 in Wien; † 21. Jänner 2009 ebenda) war ein österreichischer Fußballspieler und Trainerassistent von Josef Hickersberger bei der Fußball-Europameisterschaft 2008.

## Leben
Persidis spielte auf der Position des Libero für den First Vienna FC 1894 sowie für Olympiakos Piräus. Mit Piräus feierte er drei Mal in Folge die Meisterschaft (1973–1975) sowie zwei Pokalsiege. Bei seiner letzten Station als Profi bei Rapid Wien gewann er 1976 den ÖFB-Cup, war von 1978 bis 1980 Mannschaftskapitän und schloss seine Karriere 1982 mit der Meisterschaft ab. Persidis wurde sieben Mal in die österreichische Fußballnationalmannschaft berufen, sein erster Einsatz fand im November 1976 gegen Griechenland statt. Er stand auch im Aufgebot für die Fußball-Weltmeisterschaft 1978 in Argentinien, wurde aber nicht eingesetzt.
Im Anschluss an die aktive Karriere trainierte er die U-21-Mannschaft von Rapid Wien. Danach zog er sich zunächst aus dem Fußballgeschäft zurück. Erst 1998 wurde er wieder bei Rapid Wien tätig. Er arbeitete bis 2001 als Trainerassistent und übernahm nach der Entlassung von Trainer Ernst Dokupil im Jahr 2001 für zwei Spiele als Interimstrainer. Ab Sommer 2002 war er Assistent von Josef Hickersberger. Als dieser 2006 die österreichische Nationalmannschaft übernahm, wurde Persidis auch dort sein Trainerassistent. Im Spiel der Europameisterschaft Österreich – Deutschland im Jahr 2008 saß er für 50 Minuten als Cheftrainer auf der Bank, nachdem Josef Hickersberger auf die Tribüne verbannt worden war. Nach dem Rücktritt von Hickersberger 2008 übernahm Persidis die U-19-Nationalmannschaft, er musste diese Tätigkeit krankheitshalber im Oktober 2008 jedoch beenden.
Persidis verstarb im Jänner 2009 im Alter von 61 Jahren infolge eines Krebsleidens. Er wurde am Neustifter Friedhof in Wien bestattet.
Im Jahr 2011 wurde in Wien-Floridsdorf (21. Bezirk) der Persidisweg nach ihm benannt.

## Erfolge
- 1 × Österreichischer Meister: 1982
- 1 × Österreichischer Cupsieger: 1976
- Teilnahme Weltmeisterschaft 1978: 7. Platz
- 7 Länderspiele für die österreichische Fußballnationalmannschaft von 1976 bis 1978